# Hearing Earring
Hearing Earring je kompilační album nizozemské rockové skupiny Golden Earring, vydané v roce 1973 společností Track Records. Obsahuje písně z alb Seven Tears (1971) a Together (1972). Album vyšlo pouze na gramofonové desce a audiokazetě, nikdy však v reedici na CD.

## Seznam skladeb
Všechny skladby napsal(i) George Kooymans, pokud není uvedeno jinak. 
| Pořadí | Název                      | Autor                      | Délka |
| ------ | -------------------------- | -------------------------- | ----- |
| 1.     | Jangalene                  |                            |       |
| 2.     | All Day Watcher            |                            |       |
| 3.     | She Flies on Strange Wings |                            |       |
| 4.     | Avalanche of Love          |                            |       |
| 5.     | Silver Ships               |                            |       |
| 6.     | Brother Wind               |                            |       |
| 7.     | Hope                       | Rinus Gerritsen, Barry Hay |       |
| 8.     | 1000 Feet Below You        |                            |       |

## Sestava
- Rinus Gerritsen – baskytara, klávesy
- Barry Hay – flétna, zpěv
- George Kooymans – kytara, zpěv
- Cesar Zuiderwijk – bicí